# 三上剛史
三上剛史（みかみ たけし、1952年 - ）は、日本の社会学者、神戸大学名誉教授、追手門学院大学名誉教授、常勤監事。

## 来歴
京都府生まれ。1976年京都大学文学部卒業。1981年同大学院文学研究科博士課程中退、愛知県立大学専任講師、1986年助教授、1989年神戸大学教養部助教授、1992年同国際文化学部助教授、1998年教授、2007年名誉教授、追手門学院大学社会学部教授。1997年「社会理論の現代的特性と理論的布置に関する研究 その共通項と可能性」で神戸大学文学博士。

## 著書
- 『ポスト近代の社会学』世界思想社 1993
- 『道徳回帰とモダニティ デュルケームからハバーマス-ルーマンへ』恒星社厚生閣 2003
- 『社会の思考 リスクと監視と個人化』学文社 2010
- 『社会学的ディアボリズム リスク社会の個人』学文社 2013

共著
- 『現代文化の特質』平英美,栗岡幹英共著 高文堂出版社 社会学全書 1985

## 参考サイト
- ISBN 978-4-7620-2353-8